# Frank Rutherford
Frank Garfield Rutherford Jr. (23 novembre 1964) è un ex triplista bahamense, vincitore di una medaglia di bronzo ai Giochi olimpici di Barcellona 1992 e primo vincitore bahamense di una medaglia olimpica nell'atletica leggera.

## Palmarès
| Anno | Manifestazione      | Sede         | Evento       | Risultato | Prestazione | Note |
| ---- | ------------------- | ------------ | ------------ | --------- | ----------- | ---- |
| 1987 | Mondiali indoor     | Indianapolis | Salto triplo | Bronzo    | 17,02 m     |      |
| 1987 | Giochi panamericani | Indianapolis | Salto triplo | Bronzo    | 16,68 m     |      |
| 1992 | Giochi olimpici     | Barcellona   | Salto triplo | Bronzo    | 17,36 m     |      |
| 1996 | Giochi olimpici     | Atlanta      | Salto triplo | 11º       | 16,38 m     |      |
| 1999 | Campionati CAC      | Bridgetown   | Salto triplo | Argento   | 16,87 m     |      |